# 绳武楼
绳武楼，位于中国福建省平和县芦溪镇蕉路村。2001年1月20日公布为第五批福建省文物保护单位，类型为古建筑，历史年代为清。2001年6月25日公布为第五批全国重点文物保护单位。